# Gagarin (månekrater)
Gagarin er et stort nedslagskrater på Månen. Det befinder sig på den sydlige halvkugle på Månens bagside og er opkaldt efter den sovjetiske kosmonaut Jurij Gagarin (1934 – 1968).
Navnet blev officielt tildelt af den Internationale Astronomiske Union (IAU) i 1970. 

## Omgivelser
Gagarinkrateret har krateret Pavlov liggende mod sydvest og Keeler mod nordøst. Tættere ved dets rand ligger Levi-Civita-krateret mod sydvest og Beijerinckkrateret mod nord-nordøst. Isaevkrateret ligger helt inden for Gagarins nordvestlige rand. I modsætning til Gagarins kraterbund har bunden i Isaev en noget lavere albedo. Isaev er det største af seks kratere inde i Gagarin, som er opkaldt efter russiske pionerer inden for flyvning og astronautik.

## Karakteristika
Gagarin er stærkt eroderet efter at være ramt af mange nedslag i sin lange historie. Den nedslidte rand danner en lav, cirkulær højderyg omkring det forholdsvis skålformede indre. Kraterbunden er dækket af mange nedslagskratere af varierende størrelse. Der er kun lidt eller intet tilbage af en central forhøjning, og det er usikkert, om krateret tidligere har haft en sådan.

## Satellitkratere
De kratere, som kaldes satellitter, er små kratere beliggende i eller nær hovedkrateret. Deres dannelse er sædvanligvis sket uafhængigt af dette, men de får samme navn som hovedkrateret med tilføjelse af et stort bogstav. På kort over Månen er det en konvention at identificere dem ved at placere dette bogstav på den side af satellitkraterets midte, som ligger nærmest hovedkrateret. Gagarinkrateret har følgende satellitkratere:
| Gagarin | Længde  | Bredde   | Diameter |
| ------- | ------- | -------- | -------- |
| G       | 20,5° S | 150,5° Ø | 14 km    |
| M       | 23,5° S | 149,2° Ø | 19 km    |
| T       | 19,4° S | 144,5° Ø | 24 km    |
| Z       | 15,4° S | 149,4° Ø | 29 km    |

## Måneatlas
- Billeder af Gagarinkrateret i LPI-måneatlasset
- USGS-kort Arkiveret 26. juni 2010 hos  Wayback Machine